# Полюс и поляра
Поляра точки P относительно невырожденной кривой второго порядка — множество точек N, гармонически сопряжённых с точкой P относительно точек M1 и M2 пересечения кривой второго порядка секущими, проходящими через точку P.
Поляра является прямой линией.
Точку P называют полюсом поляры.
Всякая невырожденная линия 2-го порядка определяет биекцию точек проективной плоскости и множества её прямых — поляритет или полярное преобразование.

## Свойства

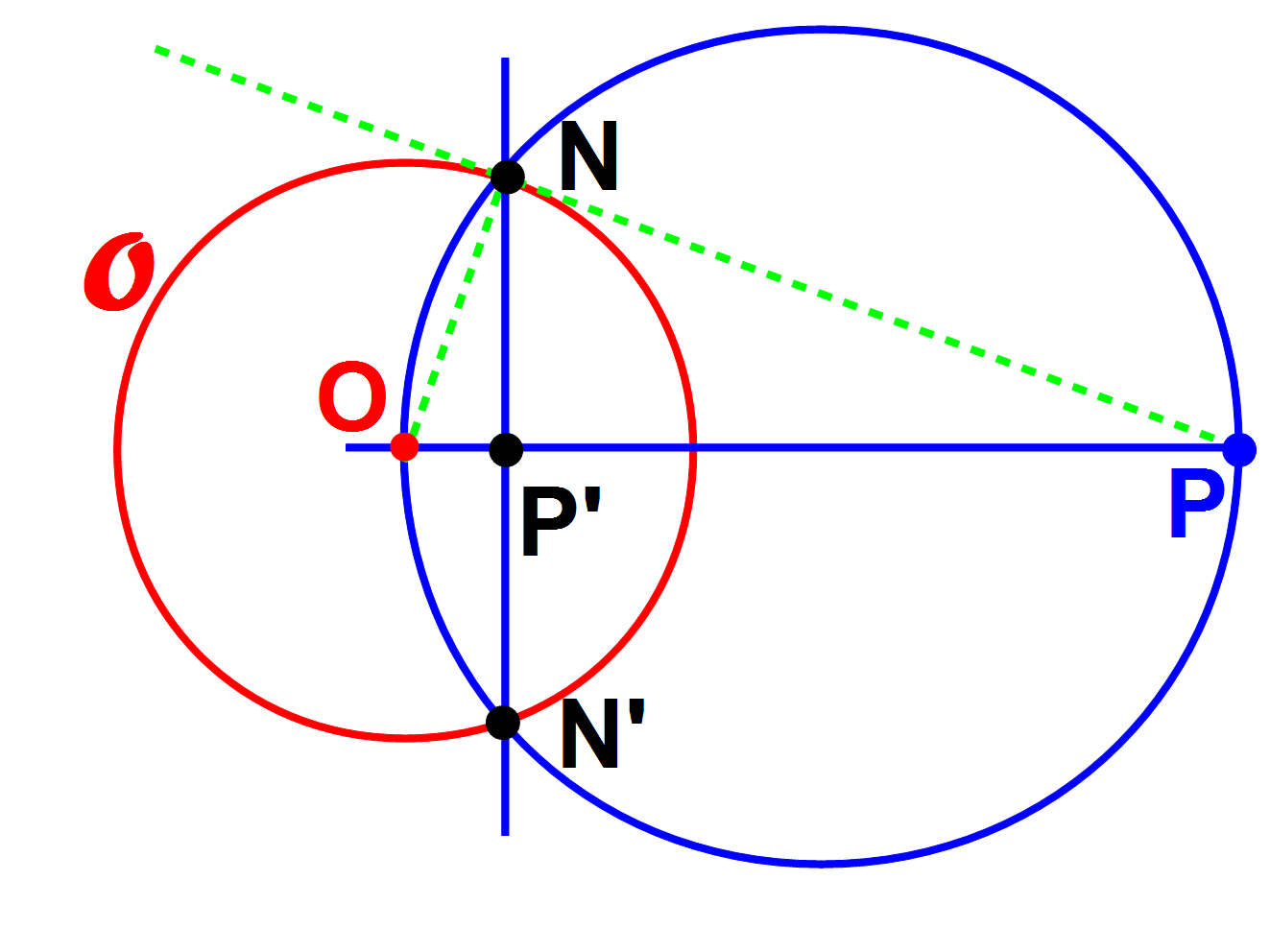
Построение поляры точки P относительно окружности в виде хорды NN

- Если точка P лежит «вне» линии 2-го порядка (то есть через точку P можно провести две касательные к линии), то поляра проходит через 2 точки касания данной линии 2-го порядка с прямыми, проведёнными через точку P. Например, на рис. справа показано построение поляры точки P относительно красной окружности в виде синей хорды NN'. Показана 1 зеленая касательная PN к ней.
- Если точка P лежит на кривой 2-го порядка, то поляра является прямой, касательной к данной кривой в этой точке.
- Поляра точки P проходит через её инверсию относительно соответствующей кривой. Более того, если поляра пересекает эту кривую в двух точках, то инверсия является серединой хорды с концами в этих точках. Например, на рис. справа  P' есть инверсия точки P относительно красной окружности.
- Поляры всех точек, лежащих на прямой, проходящих через центр соответствующей кривой, параллельны между собой. В случае параболы центр считается бесконечно удалённым, прямая должна быть параллельна её оси.
- Если поляра точки P проходит через точку Q, то поляра точки Q проходит через точку Р.

### Трилинейные поляры треугольника
Если продолжить стороны чевианного треугольника некоторой точки и взять их точки пересечения с соответствующими сторонами, то полученные точки пересечения будут лежать на одной прямой, называемой трилинейной полярой исходной точки.
- Ортоцентрическая ось — трилинейная поляра ортоцентра
- Трилинейной полярой центра вписанной окружности служит ось внешних биссектрис.
- Трилинейные поляры точек, лежащих на описанной конике, пересекаются в одной точке (для описанной окружности это — точка Лемуана, для описанного эллипса Штейнера — центроид)[источник не указан 3391 день].
- Чевианный треугольник — треугольник, тремя вершинами которого являются три основания чевиан исходного треугольника.

## История
Термин «поляра» ввёл Жергонн.

## Вариации и обобщения
Аналогично определяется поляра (полярная плоскость) некоторой точки относительно невырожденной поверхности 2-го порядка.
Понятие поляры относительно линии второго порядка обобщается на линии n-го порядка.
При этом заданной точке плоскости ставится в соответствие n-1 поляр относительно линии n-го порядка.
Первая из этих поляр является линией порядка n-1, вторая, являющаяся полярой заданной точки относительно первой поляры, имеет порядок n-2 и т. д. и, наконец, (n-1)-я поляра является прямой линией.
- Трилинейную поляру точки Y , изогонально сопряжённой с точкой X, называют центральной линией точки X.
- Понятие центральной линии точки X ввёл Кларк Кимберлинг в своих статьях[2][3].